# Armutdüzü
Armutdüzü (kurd. Metolanis) ist ein Dorf im Landkreis Yüksekova in der türkischen Provinz Hakkâri. Armutdüzü liegt auf 2080 m über dem Meeresspiegel, ca. 39 km nordwestlich von Yüksekova.
Metolanis ist der ursprüngliche Name der Siedlung. Dieser ist im Grundbuch registriert und wurde als Alternativbezeichnung bei den Volkszählungen (Genel Nüfus Sayımı) von 1977 und 1980 aufgeführt.
Im Jahre 2009 lebten in Armutdüzü 583 Menschen.